# René Guy Cadou
René Guy Cadou (Sainte-Reine-de-Bretagne, 15 febbraio 1920 – Louisfert, 20 marzo 1951) è stato un poeta francese, autore di numerosi poemi e del romanzo La Maison d'été, pubblicato nel 1955. Fu sposo di Hélène Cadou, anch'ella poetessa.